# Île Cochrane
Pour les articles homonymes, voir Cochrane.
L'île Cochrane (en espagnol : Isla Cochrane) est une île de l'archipel de la Reine Adélaïde, dans le sud du Chili. Elle est administrativement rattachée à la région de Magallanes et de l'Antarctique chilien, en Patagonie chilienne ; elle fait partie de la réserve nationale Alacalufes..

## Géographie

### Situation et caractéristiques physiques
L'île Cochrane est située entre l'île Juan Guillermos au nord et l'île Pedro Montt à l'est, dont elle est séparée par le canal Pacheco (ceb). 

## Histoire
L'île est nommée en l'honneur de Thomas Cochrane, 10e comte de Dundonald, amiral et homme politique britannique, héros des guerres d'indépendance sud-américaines.